# Bégaar
Bégaar (okzitanisch: Begar) ist eine französische Gemeinde mit 1.233 Einwohnern (Stand: 1. Januar 2022) im Département Landes in der Region Aquitanien. Sie gehört zum Arrondissement Dax und zum Pays Morcenais Tarusate.

## Geografie
Die Gemeinde Bégaar liegt am Südrand der Landes de Gascogne, des größten zusammenhängenden Waldgebietes Westeuropas am Fluss Luzou. Die Flüsse Adour und Midouze begrenzen die Gemeinde im Süden, der Retjons im Osten. Umgeben wird Bégaar von den Nachbargemeinden Carcen-Ponson im Norden und Nordosten, Tartas im Osten, Audon im Südosten, Vicq-d’Auribat im Süden, Saint-Jean-de-Lier im Süden und Südwesten, Pontonx-sur-l’Adour im Südwesten und Westen sowie Lesgor im Westen und Nordwesten.

## Bevölkerungsentwicklung
| Jahr                       | 1962 | 1968 | 1975 | 1982 | 1990 | 1999 | 2006 | 2012 | 2021 |
| -------------------------- | ---- | ---- | ---- | ---- | ---- | ---- | ---- | ---- | ---- |
| Einwohner                  | 999  | 946  | 843  | 908  | 1000 | 939  | 1021 | 1091 | 1215 |
| Quellen: Cassini und INSEE |      |      |      |      |      |      |      |      |      |

## Sehenswürdigkeiten

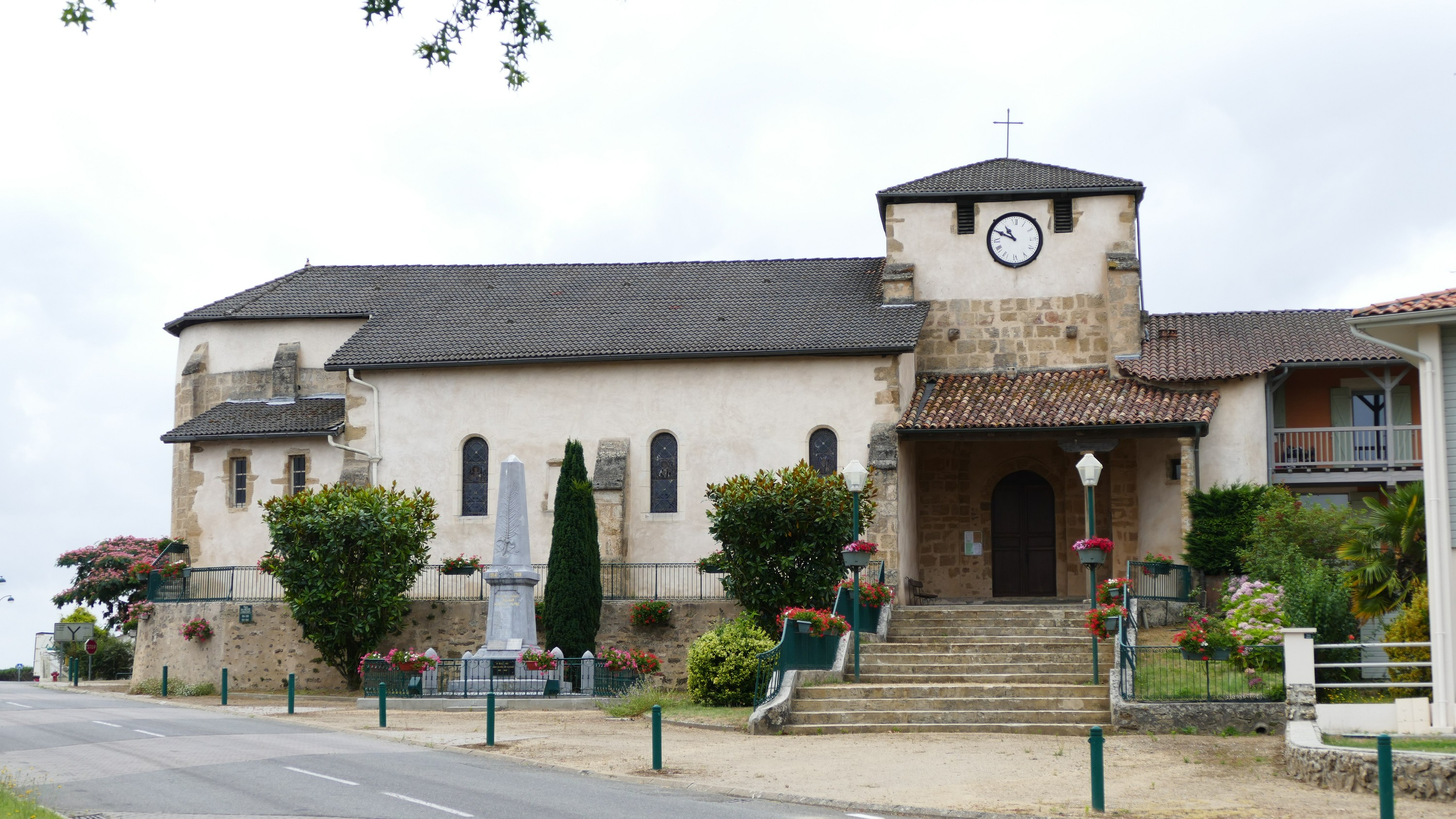
Kirche Saint-Pierre-ès-Liens

- Kirche Saint-Pierre-ès-Liens